# حسین سرودی
 حسین سرودی  (درگذشته ۱۳۷۱) بازیکن سابق فوتبال اهل ایران بود. وی سابقه بازی در تیم‌های تاج تهران و نیرو هوایی تهران را دارد. وی بازیکن تیم سرباز نیز بود و توانست به همراه این تیم قهرمان جام باشگاه‌های تهران در سال ۱۳۲۵ شود. وی دو بار از سال ۱۳۴۰ تا ۱۳۴۱ و ۱۳۴۵ تا ۱۳۴۷ رئیس فدراسیون فوتبال بود.
وی سابقه ۴ بازی ملی نیز در کارنامه دارد و در بازی‌های المپیک تابستانی ۱۹۴۸ به همراه تیم ملی بسکتبال ایران شرکت کرده و در شش بازی در ترکیب این تیم در مسابقات حضور یافته است.
سرودی در رشته بسکتبال نیز فعالیت داشت و عضو تیم ملی بسکتبال کشورمان نیز بود. او در بازی‌های آسیایی ۱۹۵۱ هم برای تیم ملی فوتبال و هم برای تیم ملی بسکتبال به میدان رفت و به ترتیب مدال نقره و برنز بازی ها را به دست آورد.